# Чернюх Віктор Ярославович
Ві́ктор Яросла́вович Чернюх (10 серпня 1990 — 12 листопада 2014) — солдат Збройних сил України, учасник російсько-української війни.

## Життєпис
Захоплювався історією, вступив на історичний факультет Львівського національного університету імені Івана Франка, але після першого курсу взяв академвідпустку та пішов працювати, щоб забезпечити сім'ю. Одружився, проживав у селі Держові Миколаївського району. Брав участь у подіях Революції Гідності.
В часі війни з весни 2014-го — навідник, 80-та окрема десантно-штурмова бригада.
12 листопада 2014-го загинув у бою під час виконання спецзавдання з виявлення й знешкодження ДРГ в районі села Сокільники.
Без Віктора лишилась мама Тетяна Миколаївна, дружина Христина (на той час при надії), півторарічний син Владислав.
Похований в селі Любеля.

## Нагороди
За особисту мужність і героїзм, виявлені у захисті державного суверенітету та територіальної цілісності України, вірність військовій присязі під час російсько-української війни, відзначений — нагороджений
- орденом «За мужність» III ступеня (посмертно)
- нагрудним знаком «За оборону Луганського аеропорту»